# 단바정
단바정(일본어: 丹波町)은 교토부의 중부, 효고현과의 현 경계에 있던 정이다. 단바 고지에 있는 산과 녹색으로 둘러싸인 조용한 마을이였으며 옛날에는 산인 가도의 역참 마을로서 번창했다.
2005년 10월 11일에 주변 2개 정과 합병하여 교탄바정이 되었다.

### 지리
유라강과 다카야강,슈치 강등이 흐르고 있어 전원 풍경이 펼쳐진다. 탄바정 부근이 유라강 수계와 요도가와 수계의 분수계가 되고 있다. 다케노 지역은 남부에 위치하고 있으며 간논 고개 등에 의해 소노베정과 도로로 연결되어 있다. 스치 지역은 중부의 남쪽에 위치해, 동사무소등의 중심 시설이 들어서 있다.고원 지역은 중부의 북쪽에 위치하고 있으며 특히 농작물 재배가 활발하다. 하산 지역은 북부에 위치하고 있으며 다카야 강 하안 단구를 형성하고 있다.
스치 상가 부근에는, 산인 가도의 역참 마을로서 번창한 모습이 남아 있다.국도 9호 가의 「단바 마케스」는 대형 복합 상업 시설이며, 슈퍼마켓등이 입점해 있어 많은 쇼핑객으로 붐빈다.

## 역사
- 1955년 4월 1일 - 슈치정, 다카하라촌이 합병해 성립하였다.
- 2004년 4월 1일 - 교탄바정, 미즈호정, 와치정 합병협의회가 성립되었다.
- 2005년 10월 11일 - 위 3개의 정이 합병해 교탄바정이 성립하였다.

## 교통

### 철도
- 서일본 여객철도
  - 산인 본선

### 도로
- 국도 9호선
- 국도 27호선